# Kokuriko-zaka Kara
Kokuriko-zaka Kara (яп. コクリコ坂から, дос. «Зі схилів Кокуріко», англ. From Up on Poppy Hill) — манґа Тецуро Саями з ілюстраціями Тідзуру Такахаші, а також повнометражний аніме-фільм режисера Ґоро Міядзакі, що вийшов на студії Джіблі у 2011 році.

## Манґа
Манґа друкувалася в журналі Nakayoshi видавництва Kodansha із грудня 1979 (січневий випуск 1980 року) по серпень 1980 року. З імпринтом KC Nakayoshi була видана у двох томах.

## Анімаційний фільм
Про виробництво повнометражного аніме із сюжетом узятим у манги вперше було оголошено 15 грудня 2010 року, а сама прем'єра відбулася 16 липня 2011 року. Фільм був знятий Студією Джіблі. Режисер — Ґоро Міядзакі, автор сценарію — його батько Хаяо Міядзакі та Кейко Ніва, відомий по роботі «Оповіді Земномор'я»; композитор — Сатощі Такебе; Аой Тесіма та Кю Сакамото виконали вокальні партії; продюсером проєкту став Тошіо Судзукі.

## Сюжет
Дія сюжету розгортається в 1963 році поблизу Йокогами (прообразом місця дії став район Ямате). У героїні — Умі Мацудзакі — батько, командир корабля, гине під час Корейської війни 10 років тому, коли вона була ще маленькою дівчинкою. У той час як її мати перебуває у від'їзді, дівчинці доводиться займатися господарством самостійно, зокрема, не забувати щоранку підіймати прапорці — таке правило поставив батько, щоб бачити з моря, що його очікують у будинку. У містечку є шкільний клуб з різноманітними секціями за інтересами. Проблема цього клубу в тому, що його хочуть закрити, тим більше, що будівля, в якій він базується, вже дуже застаріла. І ось Умі, разом з іншими шкільними активістами повинна їхати в Токіо до спонсора школи, щоб врятувати будинок від руйнування. На тлі суспільної діяльності прокидається перше кохання.

## Відзнаки
- 2012: Премія Японської академії за найкращий анімаційний фільм року[5]
- 2012: Tokyo Anime Awards за найкращий анімаційний фільм року
- 2013: Премія «Золотий трейлер» за найкращий трейлер іноземного анімаційного фільму
- 2013: Utah Film Critics Association за найкращий анімаційний фільм